# Роберт Ноулз
Роберт Ноулз (англ. Robert Knowles; 30 жовтня 1883 — 3 серпня 1936, Калькутта, Індія) — британський паразитолог, відомий відкриттям одного зі збудників малярії Plasmodium knowlesi.

## Біографія
Ноулз здобув магістратуру в Даунінг-коледжі (Кембриджський університет) і закінчив у 1905 році як бакалавр мистецтв (В. А.). Здобув медичну освіту в лікарні Св. Мері в Лондоні, отримав післядипломні статуси «Член Королівських коледжів хірургів Великої Британії та Ірландії» (M.R.C.S.) та «Ліценціат Королівського Лондонського коледжу лікарів» (L.R.C.P. Lond.) в 1907 році.
Став британським офіцером в Індійській медичній службі 1 лютого 1908 року, отримав звання лейтенанта, став капітаном 1 лютого 1911 року, майором — 1 серпня 1919 року, підполковником — 1 серпня 1927 року. По смерті в 1936 році присвоєне звання полковника.
Він став професором паразитології в Калькуттській школі тропічної медицини в 1928 році. Надалі був директором цієї школи з 1933 по 1935 рік.
Ймовірно першим відкрив та описав Pl. knowlesi в 1927 році італійський паразитолог Джузеппе Франчіні. Він не зміг тоді визначити вид спостереженого ним плазмодія, але зазначив, що він відрізняється від добре відомих на той момент малярійних плазмодіїв макак — P. inui та Р. cynomolgi. У 1932 році Роберт Ноулз і Б. Моганом Дас Гупта детально описали плазмодія, виділеного від довгохвостої (Macaca fascicularis) і свинохвостої макаки (Macaca nemestrina), і висловили думку, що він може заражати і людей, провівши успішне дослідження зараження 3-х волонтерів-людей від макак. Надалі Синтон та Малліган у 1932 році назвали плазмодій knowlesi на честь Роберта Ноулза (англ. Robert Knowles). У 1930—1950 роках P. knowlesi успішно використовували в штучному лікуванні нейросифілісу. У 1965 році було вперше описано природне зараження американського військового геодезиста P. knowlesi в Малайзії.

## Науковий доробок
- Malaria: its investigation and control with special reference to Indian conditions. Thacker, Spink & Co. 1927. with Ronald Senior-White/ «Малярія: її дослідження та контроль з особливістю індійських умов»
- On the dysenteries of India, with a chapter on secondary streptococcal infections and sprue. 1928. with H. W. Acton/ Про дизентерії Індії, з главою про вторинні стрептококові інфекції та спру. 1928 рік.
- An introduction to medical protozoology, with chapters on the spirochætes and on laboratory methods. 1928. / Вступ до медичної паразитології з розділами про спирохетози та лабораторні методи. (with revision and abridgment by Biraj Mohan Das Gupta: Knowles's introduction to medical protozoology (2nd ed.). Calcutta: U. N. Dhur & Sons. 1944. / з ревізією та скороченням Б. Могана Дас Гупта: Введення Ноулза до медичної паразитології.
- Studies in the parasitology of malaria. Indian Medical Research Memoirs 18. Calcutta: Thacker, Spink & Co. 1930. with Biraj Mohan Das Gupta and Ronald Senior-White. / Дослідження паразитології малярії.